# Каракуль (Омская область)
Каракуль (тат. Каракүл) — деревня в Большереченском районе Омской области. Входит в состав Уленкульского сельского поселения.

## История
В 1928 году деревня состояла из 53 хозяйств; основное население — бухарцы.
Находилась в составе Уленкульского сельсовета Евгащинского района Тарского округа Сибирского края.
6 мая 2021 года в Каракуле произошёл крупный пожар. Согласно данным областного МЧС, в деревне сгорело 25 строений, в том числе магазин и 14 жилых домов.

## Население
| 1926 | 2002 | 2010 | 2021 |
| ---- | ---- | ---- | ---- |
| 228  | ↘99  | ↘85  | ↘36  |